# Horeca

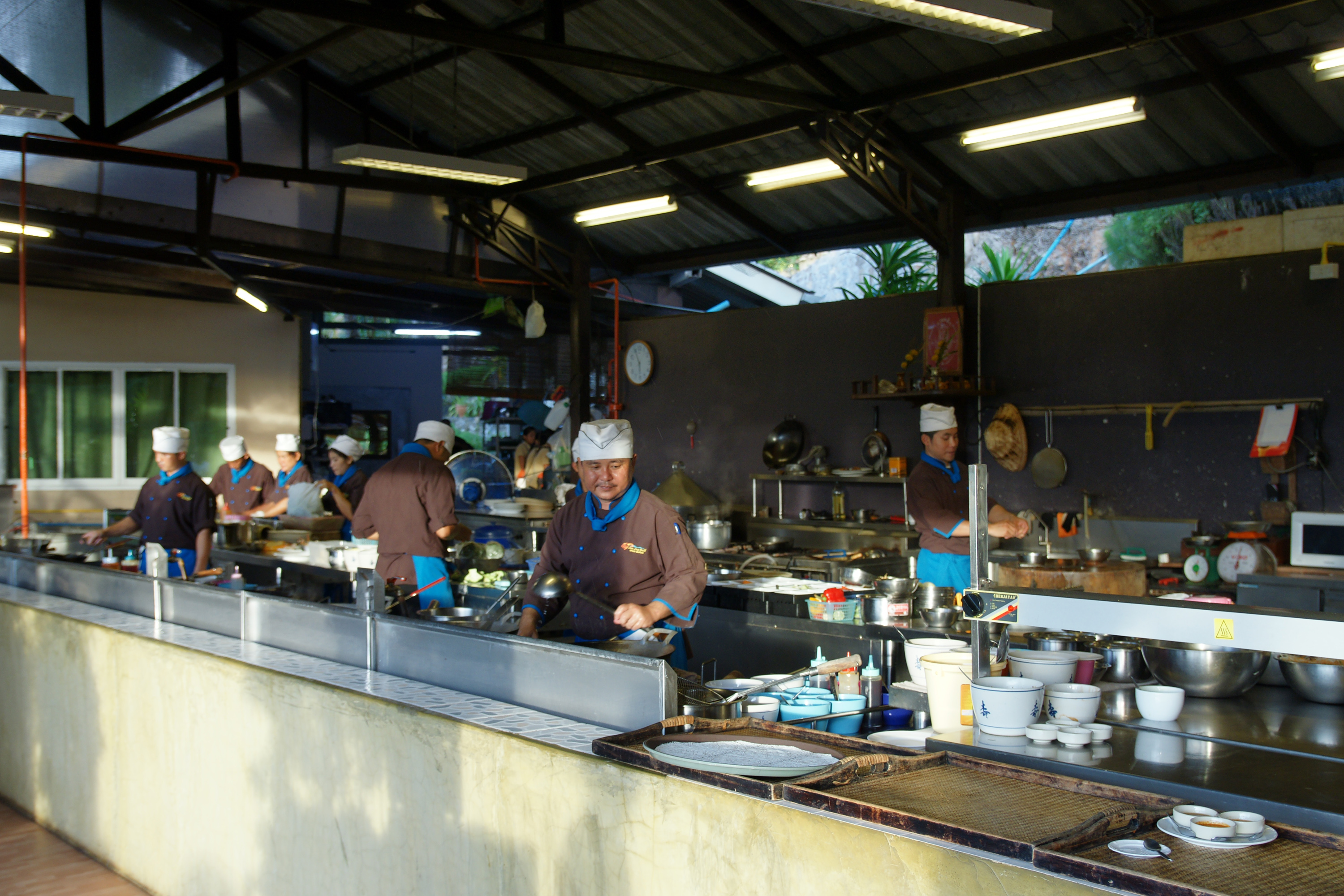
Los establecimientos de restauración pertenecen al canal Horeca.

HORECA es un acrónimo de HOteles, REstaurantes y CAfeterías, que se utiliza para referirse al sector de los servicios de comidas. El término tiene su origen en los Países Bajos y su uso se ha extendido a otros países europeos.
El término horeca se utiliza en el área del marketing para referirse al público objetivo de ciertas acciones comerciales. Por ejemplo, existen productos que en su etiquetado indican la palabra horeca para diferenciarlos de otros mercados. Hay paneles (técnica de investigación comercial) compuestos por ese tipo de establecimientos (hoteles, restaurantes y cafeterías).